# Coppa Italia Primavera 2018-2019
La Coppa Italia Primavera 2018-2019, denominata Primavera TIM Cup per questioni di sponsorizzazione, è stata la quarantasettesima edizione del torneo riservato alle squadre giovanili iscritte al Campionato Primavera 1 2018-2019 e Campionato Primavera 2 2018-2019. Il torneo è iniziato il 26 settembre 2018 e si è concluso con la finale di ritorno il 12 aprile 2019. Il Torino era la squadra campione in carica. La Fiorentina ha vinto il trofeo per la quarta volta nella sua storia.

## Formula
La competizione si articola su turni successivi ad eliminazione diretta: primo e secondo turno eliminatorio; ottavi di finale; quarti di finale; semifinali; finale. Le gare del primo e secondo turno eliminatorio, degli ottavi di finale e dei quarti di finale si svolgono ad eliminazione diretta in gara unica. Le Semifinali e la Finale si svolgono ad eliminazione diretta con gare di andata e ritorno, col meccanismo delle coppe europee, ovvero in caso di pareggio dopo 180 minuti a passare il turno è la squadra che ha segnato il maggior numero complessivo di reti nelle due partite o, in caso di parità nelle reti complessive, il maggior numero di reti in trasferta; in caso di parità anche nei gol segnati fuori casa si procede con i tempi supplementari e in caso di ulteriore parità con i tiri di rigore.

Il sorteggio del tabellone sarà effettuato all'interno della propria fascia di ranking e a ciascuna squadra è assegnato un numero di tabellone tramite sorteggio, eccezion fatta per le squadre che entra in gioco dal secondo turno, il cui numero dipende dalla posizione in classifica nell'anno precedente.
|                                         | Squadre che entrano in questo turno | Squadre qualificate dal turno precedente    |
| --------------------------------------- | --- | ------------------------------------------- |
| Primo turno eliminatorio (30 squadre)   | - 7 squadre del Campionato Primavera 1 con numero 10-39 - 4 squadre del Campionato Primavera 1 2017-2018 (dal 10º al 13º posto) - 3 squadre promosse dal Campionato Primavera 2 2017-2018 - 23 squadre Campionato Primavera 2 con numero 10-39 - 3 squadre retrocesse dal Campionato Primavera 1 2017-2018 - 16 squadre partecipanti al Campionato Primavera 2 2017-2018 - 4 squadre ammesse al Campionato Primavera 2 2018-2019 |                                             |
| Secondo turno eliminatorio (16 squadre) | - 1 squadra del Campionato Primavera 1 2017-2018 (9º posto) con numero 9 | - 15 vincenti del primo turno eliminatorio  |
| Fase finale (16 squadre)                | - 8 squadre del Campionato Primavera 1 con numero 1-8 - 1 squadra vincitrice della Coppa Italia Primavera 2017-2018 - 7 squadre dalla Serie A 2017-2018 (dal 1º al 4º posto e dal 6º all'8º posto) | - 8 vincenti del secondo turno eliminatorio |

## Squadre
| Squadre                | Rank                   |
| Campionato Primavera 1 | Campionato Primavera 1 |
| ---------------------- | ---------------------- |
| Torino                 | 1                      |
| Inter                  | 2                      |
| Fiorentina             | 3                      |
| Atalanta               | 4                      |
| Juventus               | 5                      |
| Roma                   | 6                      |
| Milan                  | 7                      |
| Chievo                 | 8                      |

| Squadre                | Rank                   |
| Campionato Primavera 1 | Campionato Primavera 1 |
| ---------------------- | ---------------------- |
| Genoa                  | 9                      |

| Squadre                | Rank                   |
| Campionato Primavera 1 | Campionato Primavera 1 |
| ---------------------- | ---------------------- |
| Cagliari               | 10                     |
| Udinese                | 15                     |
| Empoli                 | 22                     |
| Sassuolo               | 24                     |
| Sampdoria              | 28                     |
| Napoli                 | 34                     |
| Palermo                | 38                     |

| Squadre                | Rank                   |
| Campionato Primavera 2 | Campionato Primavera 2 |
| ---------------------- | ---------------------- |
| Bologna                | 11                     |
| Venezia                | 12                     |
| Cittadella             | 13                     |
| Brescia                | 14                     |
| Padova                 | 16                     |
| Verona                 | 17                     |
| Livorno                | 18                     |
| Perugia                | 19                     |
| Ascoli                 | 20                     |
| Salernitana            | 21                     |
| Pescara                | 23                     |
| Frosinone              | 25                     |
| Spezia                 | 26                     |
| Cremonese              | 27                     |
| Parma                  | 29                     |
| Carpi                  | 30                     |
| SPAL                   | 31                     |
| Cosenza                | 32                     |
| Foggia                 | 33                     |
| Benevento              | 35                     |
| Lecce                  | 36                     |
| Crotone                | 37                     |
| Lazio                  | 39                     |

## Primo turno eliminatorio
| Squadra 1         | Risultato       | Squadra 2   |
| ----------------- | --------------- | ----------- |
| 25 settembre 2018 |                 |             |
| Padova            | 0 - 2           | Verona      |
| 26 settembre 2018 |                 |             |
| Cagliari          | 4 - 3           | Bologna     |
| Venezia           | 1 - 1 (3-5 dtr) | Cittadella  |
| Brescia           | 1 - 0           | Udinese     |
| Livorno           | 1 - 2           | Perugia     |
| Ascoli            | 1 - 0           | Salernitana |
| Empoli            | 1 - 2           | Pescara     |
| Sassuolo          | 2 - 0 (dts)     | Frosinone   |
| Spezia            | 0 - 3           | Cremonese   |
| Sampdoria         | 1 - 0           | Parma       |
| Cosenza           | 1 - 1 (4-2 dtr) | Foggia      |
| Napoli            | 3 - 0 (dts)     | Benevento   |
| Lecce             | 1 - 2           | Crotone     |
| Palermo           | 5 - 0           | Lazio       |
| 13 ottobre 2018   |                 |             |
| Carpi             | 2 - 2 (1-4 dtr) | SPAL        |

## Secondo turno eliminatorio
| Squadra 1        | Risultato   | Squadra 2  |
| ---------------- | ----------- | ---------- |
| 30 ottobre 2018  |             |            |
| Cagliari         | 2 - 0 (dts) | Cittadella |
| 31 ottobre 2018  |             |            |
| Brescia          | 0 - 1       | Verona     |
| Perugia          | 5 - 1       | Ascoli     |
| Sampdoria        | 0 - 3       | SPAL       |
| Cosenza          | 3 - 1       | Napoli     |
| Crotone          | 2 - 4       | Palermo    |
| 7 novembre 2018  |             |            |
| Genoa            | 1 - 0       | Cremonese  |
| 16 novembre 2018 |             |            |
| Pescara          | 1 - 2       | Sassuolo   |

## Ottavi di finale
| Squadra 1        | Risultato       | Squadra 2 |
| ---------------- | --------------- | --------- |
| 18 dicembre 2018 |                 |           |
| Milan            | 1 - 3           | Verona    |
| Atalanta         | 4 - 0           | Perugia   |
| Inter            | 6 - 2           | Palermo   |
| 19 dicembre 2018 |                 |           |
| Torino           | 3 - 1           | Cagliari  |
| Roma             | 3 - 0           | Sassuolo  |
| Juventus         | 2 - 1 (dts)     | Genoa     |
| Fiorentina       | 3 - 1           | SPAL      |
| Chievo           | 0 - 0 (2-4 dtr) | Cosenza   |

## Quarti di finale
| Squadra 1       | Risultato | Squadra 2 |
| --------------- | --------- | --------- |
| 23 gennaio 2019 |           |           |
| Torino          | 4 - 2     | Verona    |
| Atalanta        | 4 - 0     | Roma      |
| Fiorentina      | 4 - 3     | Juventus  |
| Inter           | 2 - 0     | Cosenza   |

## Semifinali
| Squadra 1                      | Totale | Squadra 2  | Andata | Ritorno |
| ------------------------------ | ------ | ---------- | ------ | ------- |
| 6 febbraio 2019 / 6 marzo 2019 |        |            |        |         |
| Atalanta                       | 4 - 5  | Torino     | 4 - 3  | 0 - 2   |
| Inter                          | 1 - 3  | Fiorentina | 0 - 1  | 1 - 2   |

## Finale
| Squadra 1  | Totale | Squadra 2 | Andata | Ritorno |
| ---------- | ------ | --------- | ------ | ------- |
| Fiorentina | 4 - 1  | Torino    | 2 - 0  | 2 - 1   |

### Andata
| Arbitro: | Robilotta (Sala Consilina) |

|                   |           |  |
| Vlahović 45’, 77’ | Marcatori |  |

### Ritorno
| Arbitro: | Camplone (Pescara) |

|           |           |                                  |
| Rauti 54’ | Marcatori | 37’ (rig.) Vlahović 90’ Maganjić |

## Classifica marcatori
| Gol | Rigori |  | Giocatore       | Squadra    |
| --- | ------ |  | --------------- | ---------- |
| 6   | 2      |  | Dušan Vlahović  | Fiorentina |
| 5   | 2      |  | Nicola Rauti    | Torino     |
| 4   |        |  | Davide Merola   | Inter      |
| 3   |        |  | Raimondo Lucera | Palermo    |